# Net Lake
Net Lake är en sjö i Kanada.   Den ligger i Nipissing District och provinsen Ontario, i den sydöstra delen av landet, 400 km nordväst om huvudstaden Ottawa. Net Lake ligger 294 meter över havet. Arean är 7,3 kvadratkilometer. Den sträcker sig 6,8 kilometer i nord-sydlig riktning, och 6,8 kilometer i öst-västlig riktning.
I omgivningarna runt Net Lake växer i huvudsak blandskog. Trakten runt Net Lake är nära nog obefolkad, med mindre än två invånare per kvadratkilometer.